# Сержиньо
Сержо Диас Рибейро, по-известен като Сержиньо, е португалски футболист, атакуващ халф, състезател от 2012 година на ПФК ЦСКА (София).

## Кратка спортна биография

### Португалия
Роден е 16 юни 1985 г. Порто, Португалия. Започва кариерата си във футболния клуб ФК Педрас Рубрас, като през 2003 година заиграва в първия отбор на клуба, който се състезава в трета дивизия. През 2005 г., когато е само на 20 години е предложен на първодивизиония тогава български тим Вихрен (Сандански), с който подписва договор.

### България
На 7 август 2005 г. прави дебюта си за Вихрен, при победата с 3:1 у дома над ПФК Берое (Стара Загора) от А ФГ. Към края на сезона отбелязва и първия си гол в официален мач за Вихрен, при победата 2 – 0 над ПФК Нафтекс (Бургас), на 20 май 2006 г.

### Гърция
Напуска България и през следващите три и половина сезона играе в Гърция, за тимовете на Пиерикос и Левадиакос (за Левадиакос има 32 мача и един гол).

### Завръщане в България
През януари 2011 г. той се завръща в България, като е привлечен от своя бивш работодател и шеф на Вихрен – Костадин Динев, който междувременно е поел пловдивския Локомотив, с който подписва и Сержиньо.
През лятото на 2012 г. Динев напуска Локомотив Пд, няколко дни по-късно Сержиньо се присъединява към столичния ЦСКА, като подписва договор за 2 години. Заиграва обаче едва през септември същата година, защото е картотекиран едва на 1 септември, поради наказание което БФС налага на ЦСКА, и която забранява на клуба да картотекира нови играчи за период от 1 трансферен период.
Дебютира в официален мач за ЦСКА в мача от първенството срещу ФК Ботев (Враца) на 15 септември 2012 г. Първия си гол с екипа на „червените“ Сержиньо отбелязва на 30 септември 2012 г., вкарвайки изравнителното попадение при победата с 3 – 1 над ПФК Етър (Велико Търново). На 10 март 2013 отбелязва и двата гола при победата с 2 – 0 над Черноморец (Бургас), поради което е избран за играч на 17-и кръг. 